# Quinto poder
Quinto poder es una denominación para la continuación de la serie de los tres poderes clásicos de Montesquieu (ejecutivo, legislativo y judicial); ocuparía el quinto lugar tras el cuarto poder que se atribuye a los medios de comunicación.
Como concepto es de muy reciente aparición (comienzos del siglo XXI -primeras referencias en 2003-), y se ha aplicado a dos fenómenos muy distintos entre sí: la intervención económica del Estado (específicamente del gobierno) sobre el mercado, por un lado; y, por otro, los nuevos fenómenos sociales surgidos en torno a la red Internet.

## La intervención económica del gobierno como quinto poder
Según algunos, sería el poder que, añadido a su capacidad de equilibrio, control o influencia sobre los tres clásicos de naturaleza política y el cuarto de naturaleza informativa, ejercen los gobiernos (que deberían teóricamente ser titulares únicamente del poder ejecutivo según la división de poderes de la teoría política liberal) en la esfera económica a través de las empresas públicas y los mecanismos de intervencionismo económico (fundamentalmente financiero). Históricamente la relación del poder con la economía ha sido muy estrecha, sobre todo con el mercantilismo de la Edad Moderna, pero desde la Edad Contemporánea pueden definirse cuatro posturas, explicitadas sobre todo a partir del enfrentamiento a la crisis de 1929:
- El liberalismo, proveniente del liberalismo económico clásico (que renueva su relevancia con la globalización especialmente desde la caída del Muro de Berlín), propugna un estado mínimo o subsidiario restringido a garantizar las condiciones para que pueda funcionar el mercado libre.
- El comunismo, desarrollado en la Unión Soviética y los países del denominado socialismo realmente existente, propugnó el control total de la economía por un Estado sometido a la dictadura del proletariado, con la apropiación de los medios de producción y la imposición de la planificación económica.
- Los fascismos desarrollaron una intervención económica paternalista y centralizadora que puede definirse como corporativismo (véase Fascismo#Componente social).
- El Estado Social, de inspiración socialdemócrata y keynesiana (tendencias dominantes de las políticas públicas occidentales durante el siglo XX), confía en la capacidad redistributiva de los impuestos progresivos, el gasto público y la planificación indicativa, así como la existencia de un sector público que controle los sectores estratégicos (armamento, energía, transportes...) y oriente la economía en competencia con el sector privado.

La reciente crisis financiera de 2008 ha supuesto un debate sobre el papel del Estado en la economía de mercado, que para los críticos del mercado cuestiona la relación entre capitalismo y democracia que en el periodo anterior habían llegado a considerarse términos identificables (Véase capitalismo democrático). Sin embargo desde los defensores del mercado la crítica va dirigida a las políticas regulatorias financieras que dirigen los Estados (véase TACE).

## Internet como quinto poder
Según otra posible visión, el Internet como superación de los medios de comunicación tradicionales, y las posibilidades de organización social en red, serían el quinto poder -en especial la Blogosfera, las Wikis y todo lo denominado Web 2.0-, que en este caso escaparía a su ejercicio por parte del Estado y de los medios de comunicación masivos privados tradicionales y sería ejercido por la sociedad por sí misma:

Periodistas, universitarios, militantes de asociaciones, lectores de diarios, oyentes de radios, telespectadores, usuarios de Internet, todos se unen para forjar un arma colectiva de debate y de acción democrática. Los globalizadores habían declarado que el siglo XXI sería el de las empresas globales; la asociación Media Watch Global afirma que será el siglo en el que la comunicación y la información pertenecerán finalmente a todos los ciudadanos.

Es desde ese punto de vista que la revista Time ha dedicado la famosa portada anual que dedica al "hombre del año" de 2006 a un ordenador cuya pantalla está ocupada por un espejo que refleja el rostro del lector y la palabra YOU (TÚ).